# Митна система
Митна система посідає особливе місце в механізмі реалізації митної політики. Митні органи є специфічним суб'єктом митних відносин. З одного боку, вони здійснюють митну справу від імені держави, з іншого — самі перебувають під управлінським впливом держави. Митна система — функціональна, контрольно-регулююча, складно організована та чітко структурована економічна система управління митною справою в цілому та всіма її підсистемами зокрема, для найефективнішої реалізації митної політики.
Систему управління митною справою логічно розділити на дві відповідних частини: внутрішню, яка включає безпосередньо елементи митної системи, та зовнішню, до якої належить усе навколишнє середовище. Кожна з цих частин, базуючись на ієрархічному характері системи управління, ділиться ще на два рівні: міжнародний, державний, внутрішній (митної системи) і виконавчий (митного органу. Виконавчий персонал митних органів як об'єкт разом з керівним складом, що виконує роль суб'єкта управління, створюють систему управління митною справою виконавчого рівня. У межах внутрішніх відносин співпідпорядкованості система управління виконавчого рівня — це об'єкт, де суб'єктом управління виступає ДМСУ. Ця пара об'єкт — суб'єкт створює систему управління митною справою внутрішнього рівня. Система управління митною справою внутрішнього рівня, у свою чергу, є об'єктом управління в системі державного рівня, суб'єктом в якій виступає сама держава через надан-ня відповідних повноважень певним органам влади щодо впливу на МС.
Система управління митною справою на державному рівні стає об'єктом управління в системі найвищого рівня — міжнародного, в межах якої функціями суб'єкта наділені міжнародні організації, котрі впливають на митною справою в країнах світу. Насамперед, це Всесвітня митна організація (ВМО) та Світова організація торгівлі (СОТ). Ієрархічні стосунки співпідпорядкованості зовнішнього рівня об'єднують системи управління митною справою державного та міжнародного рівнів у так звану надсистему щодо митної системи внутрішнього рівня.